# Banneux

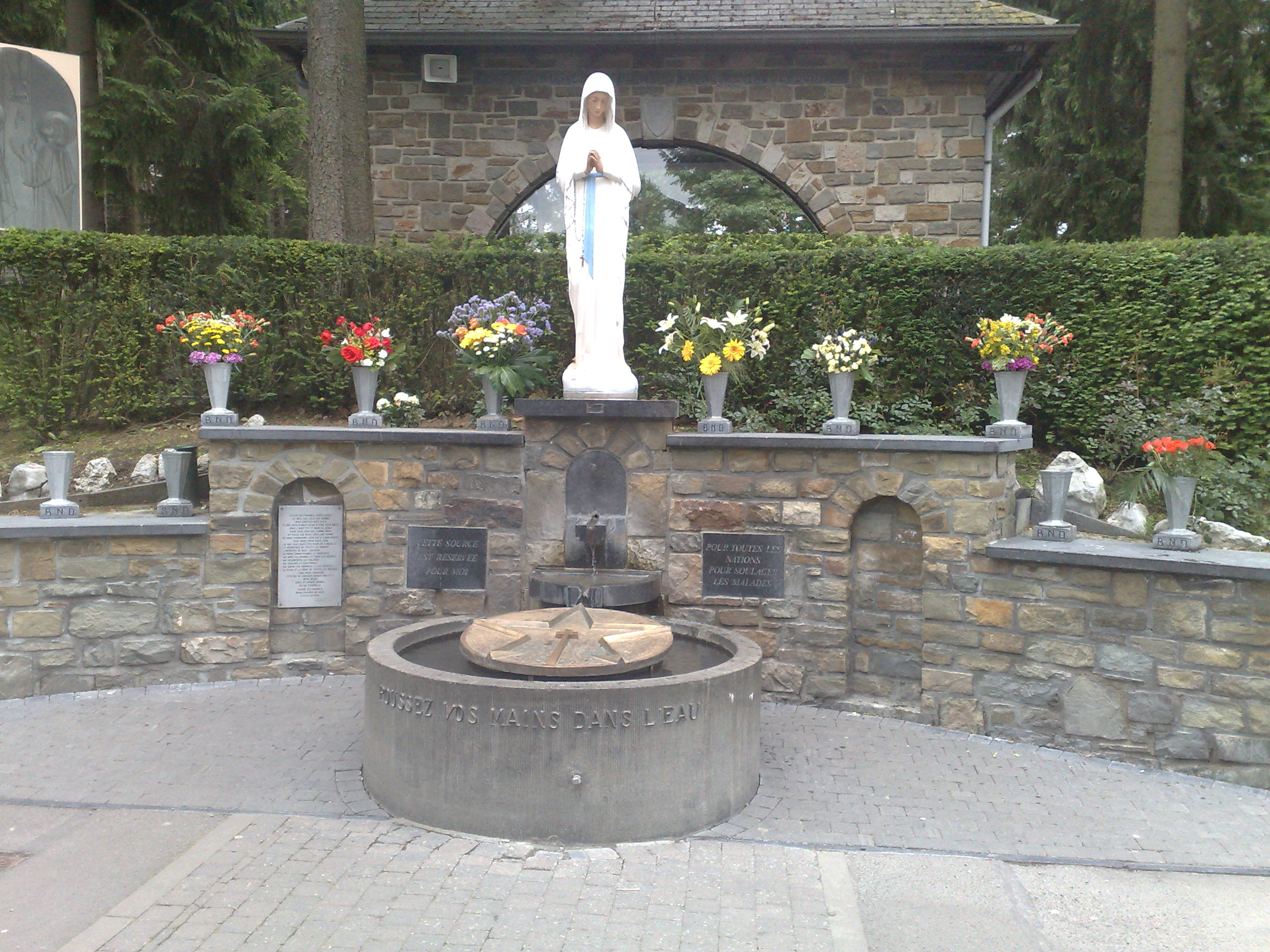
Beeld + bron van Maria Maagd der armen in Banneux

Banneux (ook wel Banneux Notre-Dame) is een dorp bij Louveigné in de gemeente Sprimont in de Belgische provincie Luik. Het ligt tussen Luik en Spa.

## Bedevaartsoord
Banneux is een bekend Mariabedevaartsoord. Het bedevaartsoord ontstond nadat de twaalfjarige Mariette Beco (1921-2011) verklaarde dat Maria haar tussen 15 januari en 2 maart 1933 acht keer was verschenen en dat Maria zich toen de Vierge des Pauvres ("Maagd van de Armen") had genoemd. Ook zou zij om de bouw van een kapel gevraagd hebben; deze werd nog in hetzelfde jaar op de plaats van de Mariaverschijningen, de voortuin van het huis van de familie Beco, gebouwd en ingezegend. Haar verklaringen werden tussen 1935 en 1937 door een bisschoppelijke commissie onderzocht. Vanaf 1948 bouwde men aan een basiliek. 
Op 19 maart 1942 gaf bisschop Kerkhofs van Luik toestemming tot de verering van Onze-Lieve-Vrouw van Banneux en op 22 augustus 1949 bevestigde hij het bovennatuurlijk karakter van de verschijningen, waar de Congregatie van het Heilig Officie zich in 1952 bij aansloot. Beco trad later in het huwelijk en leidde een eenvoudig familiaal leven.
Banneux groeide uit tot een drukbezocht bedevaartsoord. Het wordt jaarlijks door zo'n 700.000 pelgrims bezocht. Er bevindt zich een bron, die door Maria aan Mariette getoond zou zijn, waaraan een geneeskrachtige werking wordt toegeschreven. In 1985 werd Banneux bezocht door paus Johannes Paulus II. In juni 2005 werd er in de kapel brand gesticht en in april 2008 werden er acht metalen kruisen gestolen. In 2008 werd het 75-jarig jubileum gevierd.
Elke dag kan men er terecht voor de mis, de ziekenzegening, stille aanbidding, biecht en het rozenkransgebed. Er worden ook activiteiten georganiseerd voor kinderen en jongeren.
In oktober 2023 vond in Banneux de jaarlijkse bijeenkomst plaats van het netwerk van Mariaheiligdommen, in 2003 gesticht door de bisschop van Lourdes-Tarbes, waarbij een twintigtal heiligdommen zijn aangesloten.